# لیمونه سول گاردا
لیمونه سول گاردا (به ایتالیایی: Limone sul Garda) یک کومونه در ایتالیا است که در استان برشا واقع شده‌است.

## خصوصیات
لیمونه سول گاردا ۲۶ کیلومترمربع مساحت و ۱٬۱۷۷ نفر جمعیت دارد و ۶۹ متر بالاتر از سطح دریا واقع شده‌است.